# باشگاه والیبال دانشگاه آزاد

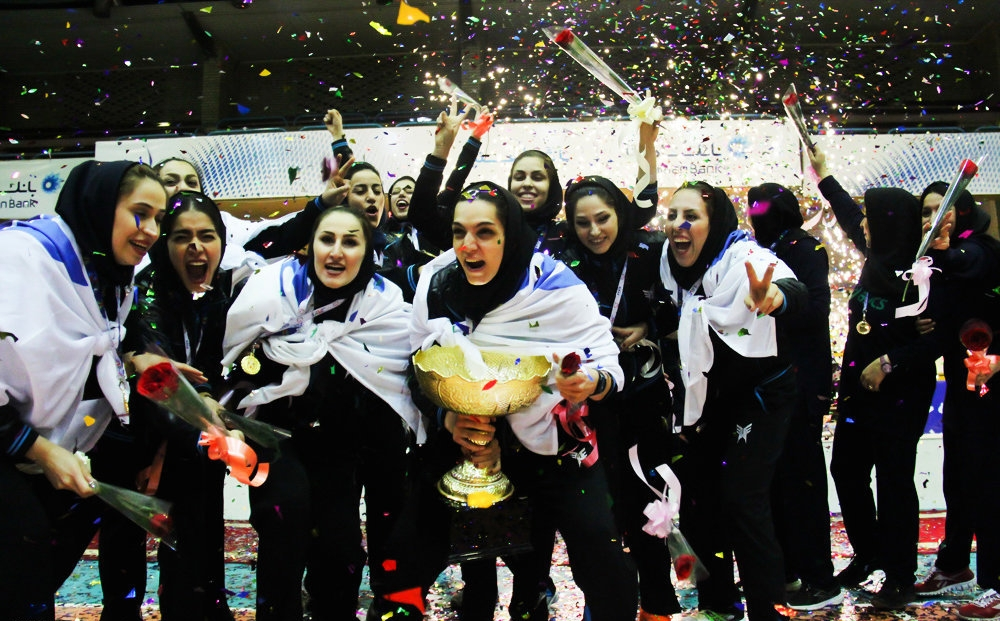
جشن قهرمانی تیم دانشگاه آزاد در پایان لیگ ۱۳۹۳. جام قهرمانی در دستان مائده برهانی و شکوفه صفری.

باشگاه والیبال دانشگاه آزاد یکی از فعال‌ترین باشگاه‌های والیبال زنان ایرانی است.  این باشگاه بیش از ۲۰ سال سابقه حضور در سطح اول والیبال زنان ایران، قبل و بعد از شروع لیگ برتر والیبال زنان ایران را داشته است. از بازیکنان برجسته این تیم می‌توان به مائده برهانی و زینب گیوه‌ای اشاره کرد که در تیم قهرمان کشور لیگ ۱۳۸۱ حضور داشت.
تیم مردان این باشگاه نیز فعال بوده و در پرورش بازیکنان بزرگی چون حسین معدنی دست داشته است.

## دست آوردها
لیگ برتر والیبال زنان ایران
- قهرمان: لیگ ۱۳۸۱ و ۱۳۹۳[۴]
- نایب قهرمان: لیگ ۱۳۹۴

لیگ دسته یک والیبال زنان ایران
- چهارمی: ۱۳۷۹